# Железинская крепость
Железинская крепость — сторожевое укрепление Иртышской линии, находилось на месте посёлка Железинка на севере Павлодарской области в Железинском районе.

## История
В 1717 году отрядом под командой боярского сына Павла Свиерского была основана Железинская крепость. Четырёхугольная крепость располагалась на полпути между Омской и Ямышевской крепостями и первоначально состояла из земляного вала с частоколом и рва, заполненного водой. На территории крепости находились деревянная церковь, полковничий и комендантский дома, офицерские дворы, казармы, конюшни, запасной и пороховой магазины, а также некоторое число простых домов. Вне крепости выше по Иртышу находилась солдатская слобода.
В 1770-х годах Железинская крепость становится довольно крупным поселком. В 1733 году командой поручика Пахова крепость была расширена, раздвинута шестиугольником с двумя больверками, в крепости имелся меновой двор и таможенная застава, которая в 1806 году была переведена в Омск, мельницы, пристань и кирпичный завод. Местное население занималось в основном скотоводством и рыболовством.
К середине XVIII века в крепости имелось 6 пушек и 72 служилых человека.
В 1838 году крепость упраздняется и переименовывается в казачью станицу Сибирского линейного казачьего войска, к 1900-му году теряет этот статус и называется просто поселком.